# Vartofta-Åsaka kyrka
Vartofta-Åsaka kyrka är en kyrkobyggnad belägen i den sydöstra delen av Falköpings kommun. Kyrkan tillhör sedan 2002 Yllestads församling (tidigare Vartofta-Åsaka församling) i Skara stift.

## Kyrkobyggnad
Kyrkans äldsta delar härrör från 1100-talet eller 1200-talet. Det är en låg salsbyggnad, som 1795 fick ett större kor och sitt brutna och valmade tak. Den har vapenhus i öster och sakristia i norr. 
Interiören präglas av det välvda brädtaket med en målad himmel utförd 1808 i västsvensk tradition av J. C. Lundin. Inredningen är från olika tider. De järnbeslagna dörrarna till sakristian och vapenhuset är kvar sedan medeltiden. 

## Klockstapel och klockor
Klockstapeln står på kyrkogården. Däri hänger två klockor. Lillklockan är liten och campanulaformad av samma typ som den i Saleby kyrka.

## Inventarier
- I sakristian står ett ståndur från 1768 som tillverkats av Jonas Beckman.
- Ovanför dopaltaret på korets södervägg hänger ett kors från 1828.
- I koret står en dopfunt i sandsten från 1200-talet.
- Vid en restaurering på 1800-talet fick kyrkan en ny altartavla målad av A. Wirgin.
- I sakristian finns ett broderat bokbräde från 1614 och ett votivskepp från 1947.
- En samling värjor från de adliga släkterna på bygden förvaras i vapenhuset

### Orgel
Orgeln på läktaren i väster har bibehållit den ljudande fasaden från 1880 års orgel byggd av Carl Elfström. Ett nytt verk med återanvänt äldre material tillverkades 1967 av John Grönvall Orgelbyggeri. Instrumentet har sju stämmor fördelade på manual och pedal.

## Bilder

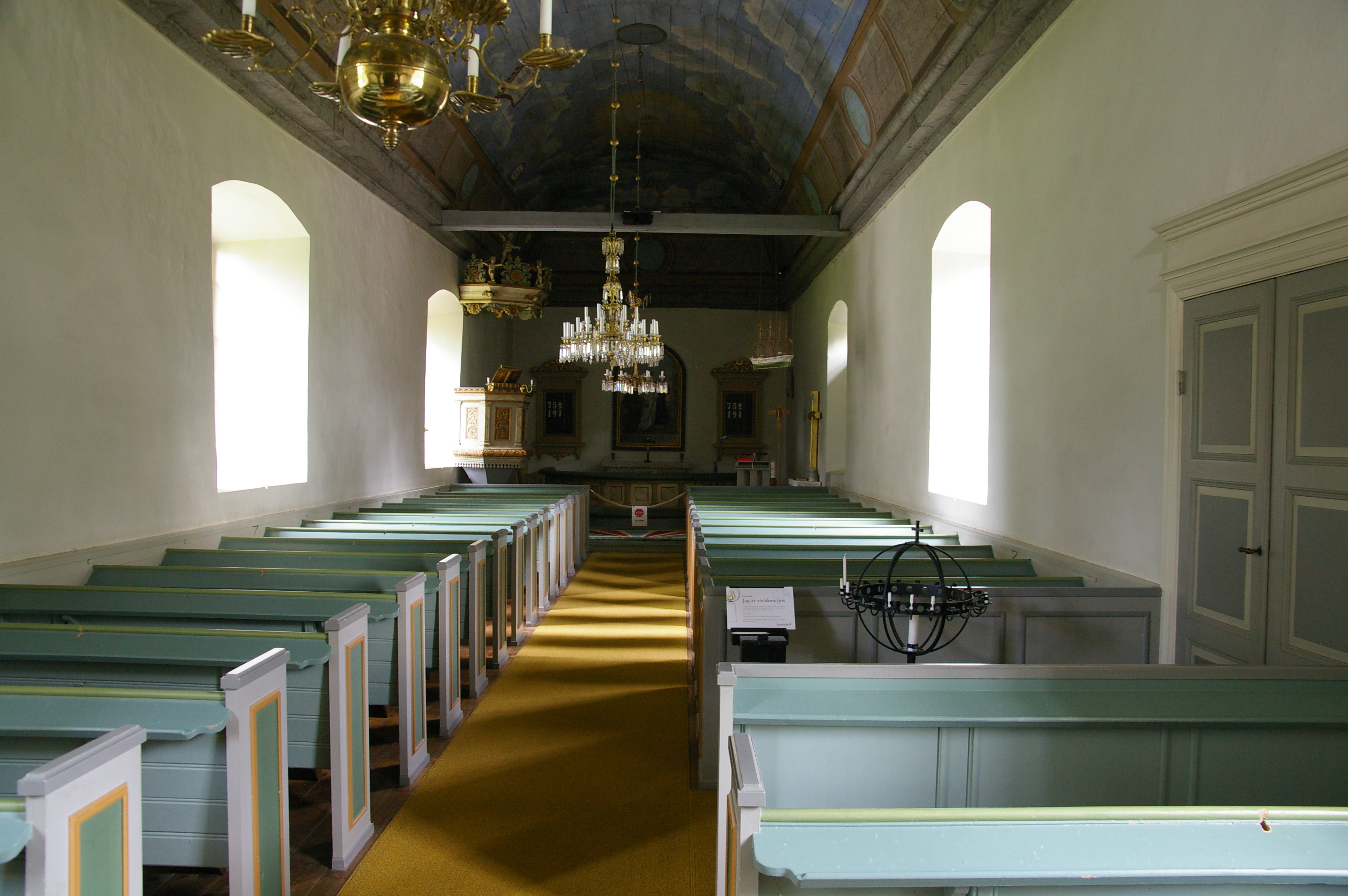
Interiör mot altaret.
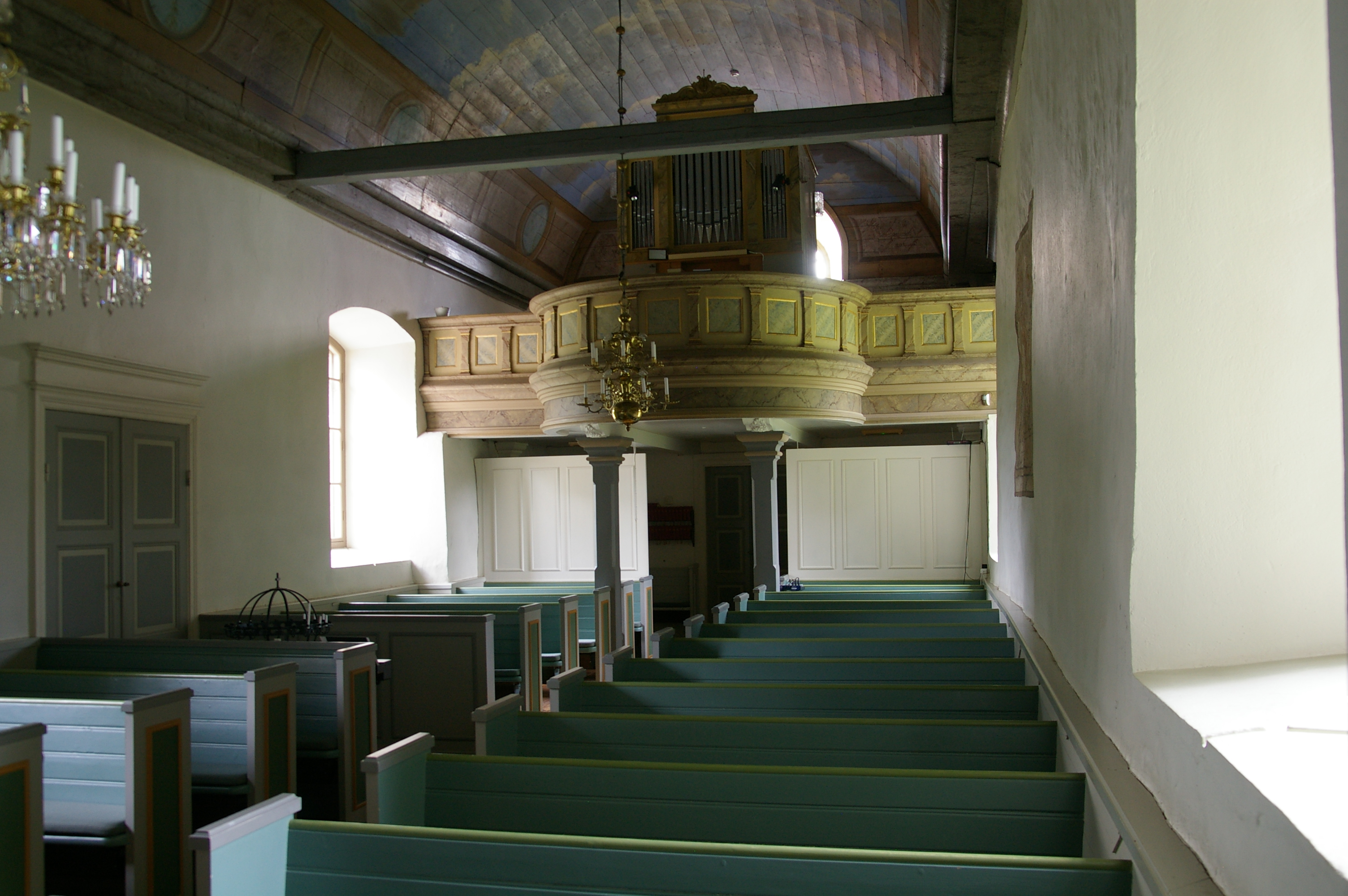
Interiör mot orgelläktaren.
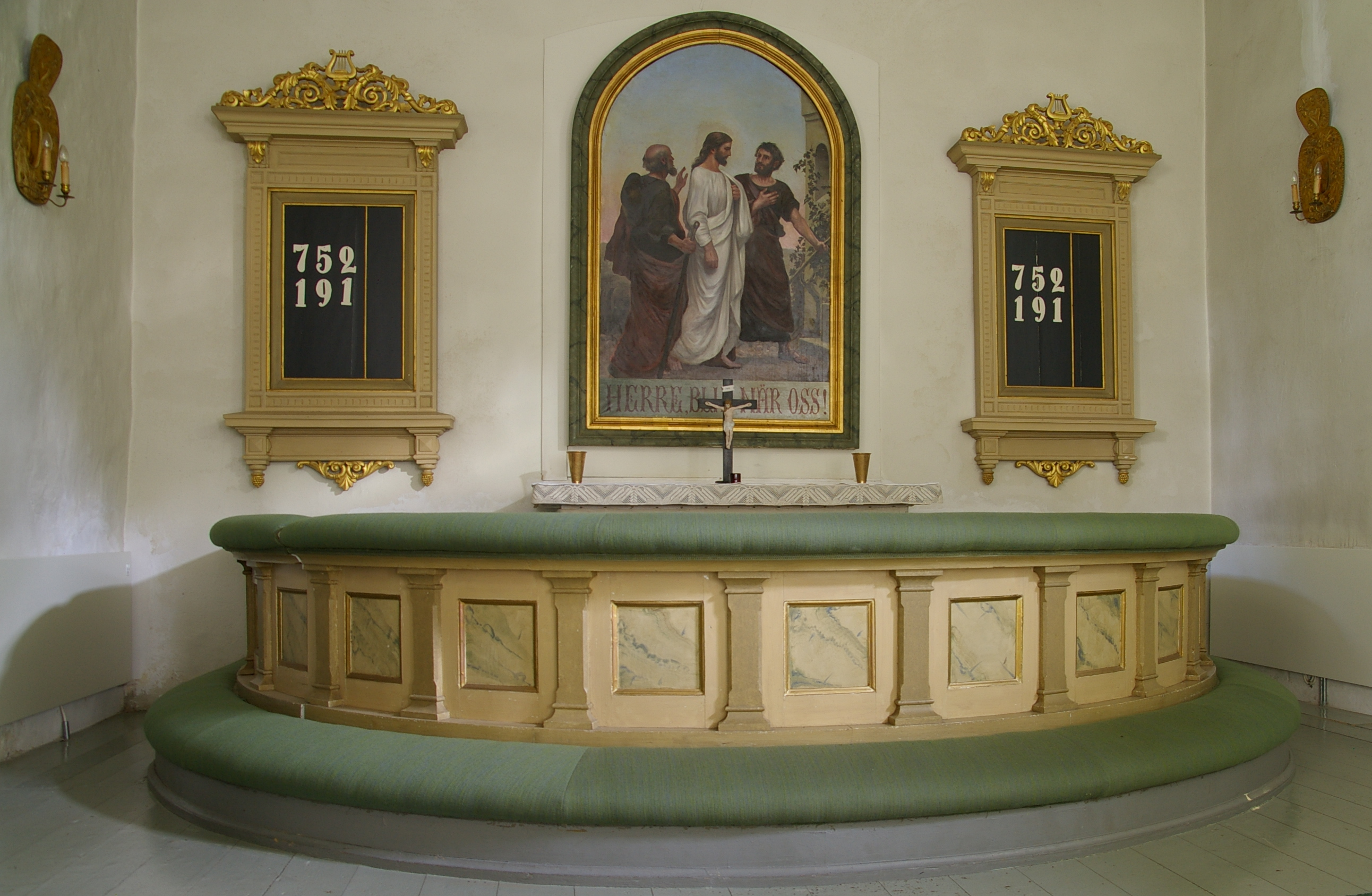
Altaret.
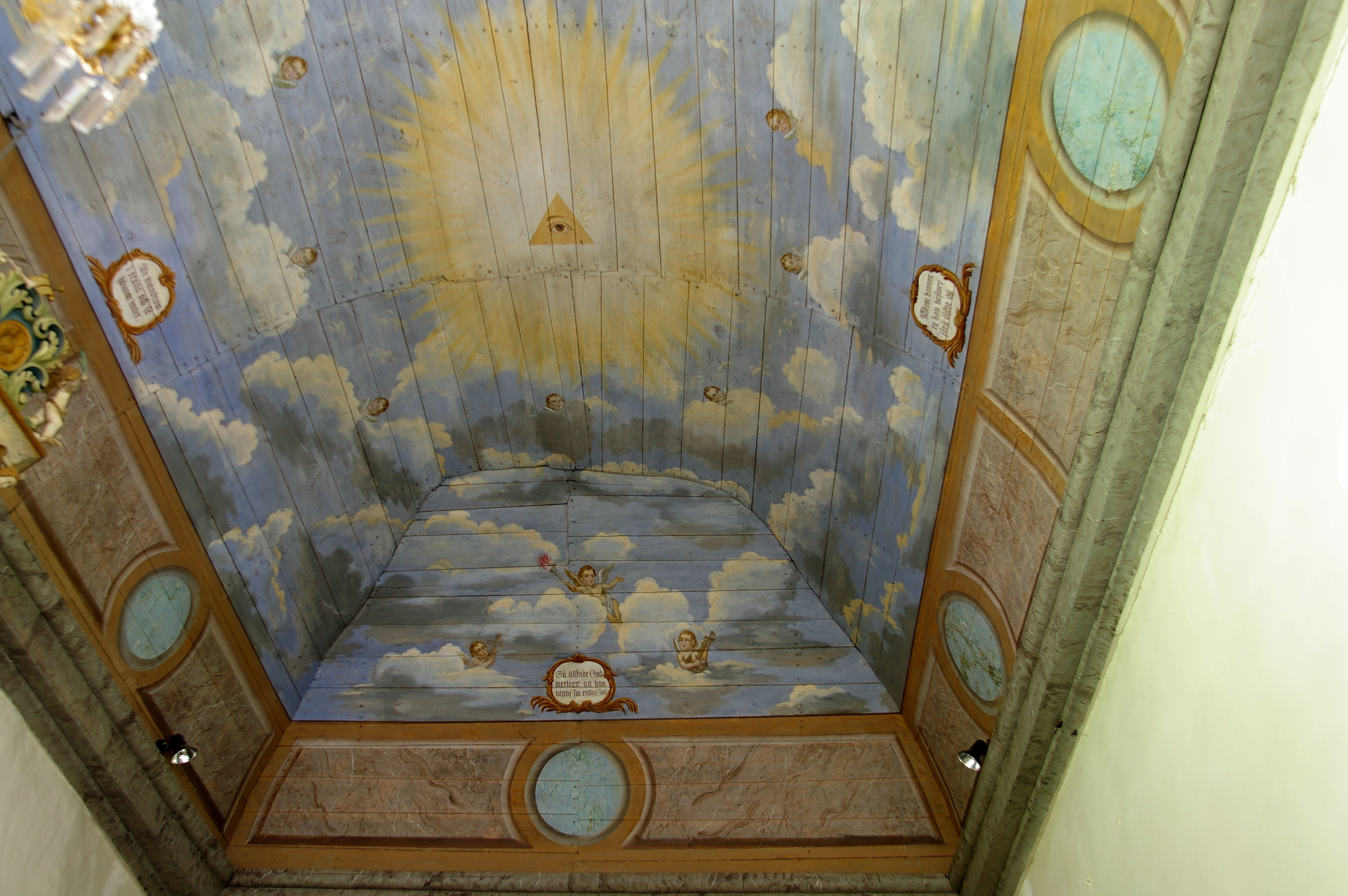
Takmålning.